# Isabelle Ferrer
Isabelle Ferrer (* 3. April 1974 in Dijon) ist eine ehemalige französische Triathletin und französische Meisterin im Duathlon (2012, 2014, 2015) sowie im Triathlon (2014). Sie wird in der Bestenliste französischer Triathletinnen auf der Ironman-Distanz geführt.

## Werdegang
Isabelle Ferrer ist mehrfache französische Duathlon- und Triathlon-Meisterin und bereits seit mehr als zehn Jahren vor allem bei Wettbewerben auf den Langdistanzen erfolgreich im Renngeschehen aktiv.
Im August 2010 wurde sie Zweite auf der Langdistanz beim Embrunman (3,8 km Schwimmen, 188 km Radfahren und 42,194 km Laufen) und sie landete 2011, 2012 und 2014 noch dreimal auf dem zweiten Rang.
2012 wurde sie Staatsmeisterin Langdistanz und konnte sich diesen Titel 2014 und 2015 erneut sichern.
Im Juli 2014 wurde Isabelle Ferrer Staatsmeisterin auf der Triathlon-Mitteldistanz, nachdem sie hier bereits 2004, 2005 Vize-Staatsmeisterin war.
Im Juli 2017 wurde sie Dritte bei der Staatsmeisterschaft auf der Triathlon-Mitteldistanz in Dijon. Im Juni 2018 wurde sie Zweite beim Alpsman Extreme Triathlon. Ihr Spitzname ist „Issy“. Seit 2018 tritt Isabelle Ferrer nicht mehr international in Erscheinung.
Isabelle Ferrer lebt in Ancey.

## Sportliche Erfolge
| Datum/Jahr   | Rang | Wettbewerb                                           | Austragungsort | Zeit     | Bemerkung                                                                                        |
| ------------ | ---- | ---------------------------------------------------- | -------------- | -------- | ------------------------------------------------------------------------------------------------ |
| 2. Juli 2017 | 3    | FRA Middle Distance Triathlon National Championships | Dijon          | 04:49:30 | Staatsmeisterschaft auf der Mitteldistanz                                                        |
| 6. Juli 2014 | 1    | FRA Middle Distance Triathlon National Championships | Gravelines     | 04:39:29 | Staatsmeisterin auf der Triathlon-Mitteldistanz                                                  |
| 19. Mai 2013 | 6    | ETU Middle Distance Triathlon European Championships | Barcelona      | 04:54:31 | Europameisterschaft auf der Mitteldistanz im Rahmen der Half Challenge Barcelona                 |
| 6. Juni 2010 | 2    | TriStar111 Germany                                   | Worms          |          | Zweite hinter der Schweizerin Michaela Giger (1 km Schwimmen, 100 km Radfahren und 10 km Laufen) |
| 7. Sep. 2008 | 8    | Ironman 70.3 Monaco                                  | Monaco         | 04:54:25 |                                                                                                  |
| 2005         | 2    | FRA Middle Distance Triathlon National Championships | Lorient        |          | Vize-Staatsmeisterin Mitteldistanz                                                               |
| 2004         | 2    | FRA Middle Distance Triathlon National Championships | Lorient        |          | Vize-Staatsmeisterin Mitteldistanz                                                               |
| 2003         | 3    | FRA Middle Distance Triathlon National Championships | Cublize        |          | Mitteldistanz; hinter der Siegerin Audrey Cléau                                                  |

| Datum/Jahr    | Rang | Wettbewerb                                         | Austragungsort | Zeit       | Bemerkung                                                               |
| ------------- | ---- | -------------------------------------------------- | -------------- | ---------- | ----------------------------------------------------------------------- |
| 15. Aug. 2018 | 5    | Embrunman                                          | Embrun         | 11:46:04,2 | auf der Langdistanz                                                     |
| 9. Juni 2018  | 2    | Alpsman Extreme Triathlon                          | Lac d’Annecy   |            | 3,8 km Schwimmen, 180 km (4300 hm) Radfahren und 42 km (1300 hm) Laufen |
| 19. Juni 2016 | 5    | FRA Long Distance Triathlon National Championships | Gravelines     | 06:08:40   | Staatsmeisterschaft Triathlon-Langdistanz                               |
| 15. Aug. 2015 | 5    | Embrunman                                          | Embrun         | 11:49:34   |                                                                         |
| 15. Aug. 2014 | 2    | Embrunman                                          | Embrun         | 11:34:57   | auf der Langdistanz                                                     |
| 30. Sep. 2012 | 7    | Challenge Barcelona-Maresme                        | Barcelona      | 09:35:56   |                                                                         |
| 15. Aug. 2012 | 2    | Embrunman                                          | Embrun         | 11:40:43   |                                                                         |
| 2. Okt. 2011  | 4    | Challenge Barcelona-Maresme                        | Barcelona      | 09:34:26   |                                                                         |
| 15. Aug. 2011 | 2    | Embrunman                                          | Embrun         | 11:31:34   | Zweite hinter der Ungarin Erika Csomor                                  |
| 15. Aug. 2010 | 2    | Embrunman                                          | Embrun         | 11:49:17   | [ 4 ]                                                                   |
| 15. Aug. 2009 | 4    | Embrunman                                          | Embrun         | 11:53:49   |                                                                         |
| 2009          | 2    | FRA Long Distance Triathlon National Championships | Belfort        |            | Vize-Staatsmeisterin Langdistanz                                        |
| 6. Aug. 2005  | 14   | ITU Long Distance Triathlon World Championships    | Fredericia     | 06:48:42   | [ 5 ]                                                                   |
| 4. Juli 2004  | 13   | ITU Long Distance Triathlon World Championships    | Säter          | 07:02:10   | Langdistanz-Weltmeisterschaft                                           |
| 2003          | 3    | Triathlon International de Nice                    | Nizza          | 07:52:10   |                                                                         |

| Datum/Jahr    | Rang | Wettbewerb                                             | Austragungsort    | Zeit     | Bemerkung                                                               |
| ------------- | ---- | ------------------------------------------------------ | ----------------- | -------- | ----------------------------------------------------------------------- |
| 2015          | 1    | FRA Long Distance Duathlon National Championships      | Cambrai           | 03:57:24 | Staatsmeisterin Langdistanz                                             |
| 13. Sep. 2015 | 9    | FRA Short Distance Duathlon National Championships     | Frankreich        | 01:07:15 | bei der Duathlon-Staatsmeisterschaft hinter der Siegerin Sandra Levenez |
| 11. Apr. 2015 | 7    | Powerman Long Distance Duathlon European Championships | Horst aan de Maas | 02:50:56 | Europameisterschaft Duathlon-Langdistanz                                |
| Juni 2014     | 1    | FRA Long Distance Duathlon National Championships      | Cambrai           |          | Staatsmeisterin Langdistanz – neben Gaël Le Bellec bei den Männern      |
| 13. Apr. 2014 | 4    | Powerman Long Distance Duathlon European Championships | Horst aan de Maas | 03:08:50 | Duathlon-Europameisterschaft auf der Langdistanz                        |
| 2012          | 1    | FRA Long Distance Duathlon National Championships      | Cambrai           |          | Staatsmeisterin Langdistanz                                             |
| 2011          | 2    | FRA Long Distance Duathlon National Championships      | Chaumont          |          | Vize-Staatsmeisterin Langdistanz                                        |
| 2009          | 2    | FRA Long Distance Duathlon National Championships      | Val d’Aran        |          | Vize-Staatsmeisterin Langdistanz                                        |
| 2009          | 4    | FRA Short Distance Duathlon National Championships     | Vendôme           |          | Kurzdistanz                                                             |
| 2008          | 2    | FRA Long Distance Duathlon National Championships      | Val d’Aran        |          | Vize-Staatsmeisterin Langdistanz                                        |
| 10. Aug. 2008 | 10   | ITU Long Distance Duathlon World Championships         | Geel              | 03:57:25 | 18 km Laufen, 74 km Radfahren und 9 km Laufen                           |
| 2007          | 2    | FRA Short Distance Duathlon National Championships     | Avion             |          | Vize-Staatsmeisterin Kurzdistanz                                        |
| 21. Okt. 2007 | 7    | ITU Long Distance Duathlon World Championships         | Richmond          | 03:47:41 | Duathlon-Weltmeisterschaft                                              |
| 2005          | 2    | FRA Short Distance Duathlon National Championships     | Belfort           |          | Vize-Staatsmeisterin Kurzdistanz                                        |

(DNF – Did Not Finish)